# Адарабиойо, Тосин
Абду́л-Наси́р Олуватоси́н Адарабиойо́ (англ. Abdul-Nasir Oluwatosin Adarabioyo; родился 24 сентября 1997 года в Манчестере, Англия) — английский футболист, центральный защитник клуба «Челси».

## Клубная карьера
Тосин является воспитанником клуба «Манчестер Сити», куда пришёл в пятилетнем возрасте. В четырнадцать лет он начал выступать за юношескую команду клуба (до 18 лет), а в шестнадцать — стал её капитаном. В сентябре 2014 года Адарабиойо заключил свой первый профессиональный контракт с клубом. 21 февраля 2016 года Тосин дебютировал за «Манчестер Сити» в кубковом матче против «Челси», который для его клуба закончился разгромным поражением со счётом 1:5.
Дебют Адарабиойо в Лиге чемпионов состоялся 24 августа 2016 года в матче второго отборочного раунда против клуба «Стяуа», в котором он вышел на замену. 6 декабря того же года он вышел в стартовом составе в матче Лиги чемпионов против «Селтика».
Летом 2017 года контракт Адарабиойо истекал, а переговоры о заключении нового соглашения безуспешно продолжались на протяжении всего предыдущего сезона, в результате чего футболист был близок к тому, чтобы покинуть «Манчестер Сити». Интерес к нему проявляли «Эвертон» и шотландский «Селтик». Однако в июне руководство «Сити» смогло договориться с игроком о заключении нового контракта на четыре года.
3 августа 2018 года Адарабиойо был отдан в аренду до конца сезона 2018/2019 в «Вест Бромвич Альбион» из Чемпионата Футбольной лиги.

## Выступления за сборную
Тосин выступал за юношеские сборные Англии и в общей сложности провёл за них пятнадцать матчей.
Поскольку его родители родом из Нигерии, Адарабиойо имеет право представлять эту страну на международном уровне. Он несколько раз получал предложения от Федерации футбола Нигерии выступать за их сборную, но отказывался, поскольку рассчитывает в будущем играть за сборную Англии.

## Личная жизнь
Старший брат Тосина, Фисайо — тоже футболист, воспитанник «Манчестер Сити». Сейчас он выступает за «Бреду».

## Достижения

### Командные достижения
«Челси»
- Победитель Лиги конференций УЕФА: 2024/25
- Победитель Клубного чемпионата мира: 2025

### Личные достижения
- Вошëл в символическую сборную сезона Лиги конференций УЕФА: 2024/25[7]